# 43e cérémonie des National Society of Film Critics Awards
La 43e cérémonie des National Society of Film Critics Awards (NSFC Awards), décernés par la National Society of Film Critics, a eu lieu le 5 janvier 2009, et a récompensé les films réalisés l'année précédente.

## Palmarès

### Meilleur film
1. Valse avec Bachir (ואלס עם באשיר)
2. Be Happy (Happy-Go-Lucky)
3. WALL-E

### Meilleur réalisateur
1. Mike Leigh pour Be Happy (Happy-Go-Lucky)
2. Gus Van Sant pour Harvey Milk (Milk) et Paranoid Park
3. Danny Boyle pour Slumdog Millionaire

### Meilleur acteur
1. Sean Penn pour le rôle de Harvey Milk dans Harvey Milk (Milk)
2. Mickey Rourke pour le rôle de Randy "The Ram" Robinson dans The Wrestler
3. Clint Eastwood pour le rôle de Walt Kowalski dans Gran Torino

### Meilleure actrice
1. Sally Hawkins pour le rôle de Poppy dans Be Happy (Happy-Go-Lucky)
2. Melissa Leo pour le rôle de Ray Eddy dans Frozen River
3. Michelle Williams pour le rôle de Wendy Carroll dans Wendy et Lucy (Wendy and Lucy)

### Meilleur acteur dans un second rôle
1. Eddie Marsan pour le rôle de Scott dans Be Happy (Happy-Go-Lucky)
2. Heath Ledger pour le rôle du Joker dans The Dark Knight : Le Chevalier noir (The Dark Knight)
3. Josh Brolin pour le rôle de Dan White dans Harvey Milk (Milk)

### Meilleure actrice dans un second rôle
1. Hanna Schygulla pour le rôle de Susanne Staub dans De l'autre côté (Auf der anderen Seite)
2. Viola Davis pour le rôle de Mrs. Miller dans Doute (Doubt)
3. Penélope Cruz pour le rôle de María Elena dans Vicky Cristina Barcelona

### Meilleur scénario
1. Be Happy (Happy-Go-Lucky) – Mike Leigh
2. Un conte de Noël – Arnaud Desplechin et Emmanuel Bourdieu
3. Synecdoche, New York – Charlie Kaufman

### Meilleure photographie
1. Slumdog Millionaire – Anthony Dod Mantle
2. Le Voyage du ballon rouge – Pin Bing Lee
3. The Dark Knight : Le Chevalier noir (The Dark Knight) – Wally Pfister
4. Still Life (三峡好人) – Yu Lik-wai

### Meilleur film en langue étrangère
Non décerné, puisque le meilleur film est un film étranger ( Israël)

### Meilleur film documentaire
1. Le Funambule (Man on Wire)
2. Trouble the Water
3. Rencontres au bout du monde (Encounters at the End of the World)

### Meilleur film expérimental
1. Dancing Queens (Razzle Dazzle: A Journey Into Dance)

### Film Heritage
1. The Criterion Collection pour avoir finalement réinstauré le film supprimé de Samuel Fuller, Dressé pour tuer (White Dog, 1982) et l'avoir rendu disponible pour une large audience américaine par une sortie en DVD.
2. The Exiles, film indépendant de Kent Mackenzie (1961) sur les natifs américains à Los Angeles, restauré par Ross Lipman de l'UCLA Film and Television Archive et distribué par Milestone.
3. Flicker Alley pour la sortie des collections DVD de films muets rares américains et étrangers.
4. 20th Century Fox Home Entertainment pour son coffret DVD Murnau, Borzage and Fox.